# Нисомнија
Нисомнија је музички фестивал који се сваког лета одржава у Нишу. Први пут је приређен 2002. године.

## Досадашња издања фестивала

### 2010—2019.
| Година     | Датуми        | Локација                               | Извођачи | Изв.                    |
| ---------- | ------------- | -------------------------------------- | --- | ----------------------- |
| 2010. (9)  | 3. септембар  | Ровови Нишке тврђаве                   | Маргита је мртва · · · Стив Мил · домаћи ди-џејеви                                                                          | [ 1 ] [ 2 ] [ 3 ] [ 4 ] |
| 2010. (9)  | 4. септембар  | Ровови Нишке тврђаве                   | Сизифе, дај камен! · · Горибор · Сви на под! · · домаћи ди-џејеви                                                           | [ 1 ] [ 2 ] [ 3 ] [ 4 ] |
| 2010. (9)  | 5. септембар  | Ровови Нишке тврђаве                   | такмичарске групе · Господин Пинокио · Матија Јездић · Етар · Тања Јовићевић и · Дагоберт · Ентони Ротер · домаћи ди-џејеви | [ 1 ] [ 2 ] [ 3 ] [ 4 ] |
|            |               |                                        | |                         |
| 2011. (10) | 9. септембар  | Ровови Нишке тврђаве                   | · Бокерини · · Лет 3 · | [ 5 ] [ 6 ] [ 7 ]       |
| 2011. (10) | 10. септембар | Ровови Нишке тврђаве                   | такмичарске групе · Док 7 · ·                                                                                               | [ 5 ] [ 6 ] [ 7 ]       |
|            |               |                                        | |                         |
| 2012. (11) | 7. септембар  | Ровови и летња позорница Нишке тврђаве | · Мањифико · Све барабе (Ајс Нигрутин, Микри, Бвана, Тимбе, Еуфрат) · домаћи ди-џејеви                                      | [ 8 ] [ 9 ] [ 10 ]      |
| 2012. (11) | 8. септембар  | Ровови и летња позорница Нишке тврђаве | такмичарске групе · Зостер · Ритам нереда · Фугас · домаћи ди-џејеви                                                        | [ 8 ] [ 9 ] [ 10 ]      |
|            |               |                                        | |                         |
| 2013. (12) | 6. септембар  | Плато Нишке тврђаве                    | · Ден Рубел · Пирупа · Методи Христов · домаћи ди-џејеви                                                                    | [ 11 ] [ 12 ] [ 13 ]    |
| 2013. (12) | 7. септембар  | Плато Нишке тврђаве                    | · Сајси Ем-Си и Б.К.О. · · Дубиоза колектив · Стерео банана · домаћи ди-џејеви                                              | [ 11 ] [ 12 ] [ 13 ]    |
|            |               |                                        | |                         |
| 2014. (13) | 19. јун       | Плато Нишке тврђаве                    | Комшије · Кербер · С.К.А. · Док 7 · Револт                                                                                  | [ 14 ] [ 15 ] [ 16 ]    |
| 2014. (13) | 20. јун       | Плато Нишке тврђаве                    | · · Стив Лолер · Јусеф · домаћи ди-џејеви                                                                                   | [ 14 ] [ 15 ] [ 16 ]    |
|            |               |                                        | |                         |
| 2015. (14) | 25. септембар | Ровови Нишке тврђаве                   | Артан Лили · Забрањено пушење · Ева Браун ·                                                                                 | [ 17 ] [ 18 ] [ 19 ]    |
| 2015. (14) | 26. септембар | Ровови Нишке тврђаве                   | · · домаћи ди-џејеви | [ 17 ] [ 18 ] [ 19 ]    |
|            |               |                                        | |                         |
| 2016. (15) | 18. септембар | Плато Нишке тврђаве                    | Данијел Кајмакоски и · Бајага и инструктори · ди-џеј Дејан Милићевић · ди-џеј Так                                           | [ 20 ] [ 21 ]           |
|            |               |                                        | |                         |
| 2017. (16) | 29. септембар | Ровови Нишке тврђаве                   | Арнолд Лејн и Алхемија · Господин Пинокио · Ева Браун · Ритам нереда · Стерео банана · ди-џеј Тери Лекс · ди-џеј Васаби     | [ 22 ] [ 23 ]           |
|            |               |                                        | |                         |
| 2018. (17) | 22. јун       | Плато Нишке тврђаве                    | · Ничим изазван · Нено Белан и Фјуменс                                                                                      | [ 24 ] [ 25 ]           |
| 2018. (17) | 23. јун       | Плато Нишке тврђаве                    | Мортал комбат · Деца лоших музичара · · ди-џеј Лајон                                                                        | [ 24 ] [ 25 ]           |
|            |               |                                        | |                         |
| 2019. (18) | 28. јун       | Плато Нишке тврђаве                    | Канда, Коџа и Небојша · Психомодо поп                                                                                       | [ 26 ] [ 27 ]           |
| 2019. (18) | 29. јун       | Плато Нишке тврђаве                    | · | [ 26 ] [ 27 ]           |

### 2020—данас
| Година     | Датуми                                         | Локација                                       | Извођачи                                       | Изв.                 |
| ---------- | ---------------------------------------------- | ---------------------------------------------- | ---------------------------------------------- | -------------------- |
|            |                                                |                                                |                                                |                      |
| 2020.      | Фестивал није одржан због пандемије ковида 19. | Фестивал није одржан због пандемије ковида 19. | Фестивал није одржан због пандемије ковида 19. | [ 28 ]               |
|            |                                                |                                                |                                                |                      |
| 2021. (19) | 24. јун                                        | Плато Нишке тврђаве                            | Неми песник · Пилоти · Ђорђе Миљеновић         | [ 29 ]               |
| 2021. (19) | 25. јун                                        | Плато Нишке тврђаве                            | Исток иза · Електрични оргазам ·               | [ 29 ]               |
|            |                                                |                                                |                                                |                      |
| 2022. (20) | 24. јул                                        | Плато Нишке тврђаве                            | Сале и Седлари · Ритам нереда · Исказ          | [ 30 ]               |
|            |                                                |                                                |                                                |                      |
| 2023. (21) | 16. јун                                        | Двориште Бановине                              | · Три капљице · Џа или Бу ·                    | [ 31 ] [ 32 ]        |
| 2023. (21) | 17. јун                                        | Двориште Бановине                              | · Мортал комбат ·                              | [ 31 ] [ 32 ]        |
|            |                                                |                                                |                                                |                      |
| 2024. (22) | 27. август                                     | Двориште Бановине                              | · Битанге · ·                                  | [ 33 ]               |
| 2024. (22) | 28. август                                     | Двориште Бановине                              | Лутке на концу · ЛУР · Коикои · Ничим изазван  | [ 33 ]               |
|            |                                                |                                                |                                                |                      |
| 2025. (23) | 27. јун                                        | Двориште Бановине                              | Лакрдија · ·YU група                             | [ 34 ] [ 35 ] [ 36 ] |
| 2025. (23) | 28. јун                                        | Двориште Бановине                              | Маниту · Ана Станић ·                          | [ 34 ] [ 35 ] [ 36 ] |